# Hornado
El hornado, nombre que proviene de la palabra «hornear», es un plato típico de Ecuador. Se trata de un plato que contiene carne de cerdo horneada, principalmente es cocinada en leña, acompañada de distintas salsas y vegetales cocidos, como por ejemplo choclo, llapingachos, plátano maduro frito, aguacate, lechuga, tomate y demás ingredientes dependiendo la zona geográfica donde se lo prepare.

## Historia
La historia del hornado empieza en el siglo XVI. Es un plato típico ecuatoriano, que nació de una tradición europea. En América no había cerdos, pero los españoles los trajeron. Eran castellanos y negros. En el siglo XVII, en los tradicionales hornos de leña se hacían hallullas, bizcochos o pan. Pero había que aprovechar el calor. Entonces, las cocineras lo usaban para preparar carnes. Una de ellas era el cerdo. El origen del plato viene de un plato segoviano: el cochinillo, preparado en horno de leña. Uno de los sitios con más historia para este plato es el asador Sobrino de Botín, en la calle de Cuchilleros de Madrid, considerado el restaurante más antiguo del mundo.

## Características
Una de las particularidades es la edad del puerco con el que se hace hornado. Un cochinillo tiene alrededor de dos años de edad. El animal para preparar hornado tiene el doble. Otra característica es que, para obtener un cuero crujiente, se debe cocer a fuego lento. Si la temperatura es baja, «la grasa se derrite y confita la proteína». Es decir que entra en la carne y le da esa suavidad y sabor. La receta original del cochinillo cambió al llegar a América, para convertirse en este alimento. Mientras el primero se marina con azafrán, vino, pimienta y clavo de olor, el segundo se adoba con chicha, cebolla, ajo y comino. Mucho comino. Pero el ingrediente que marca la diferencia es el achiote. Este se usa solamente en Ecuador.

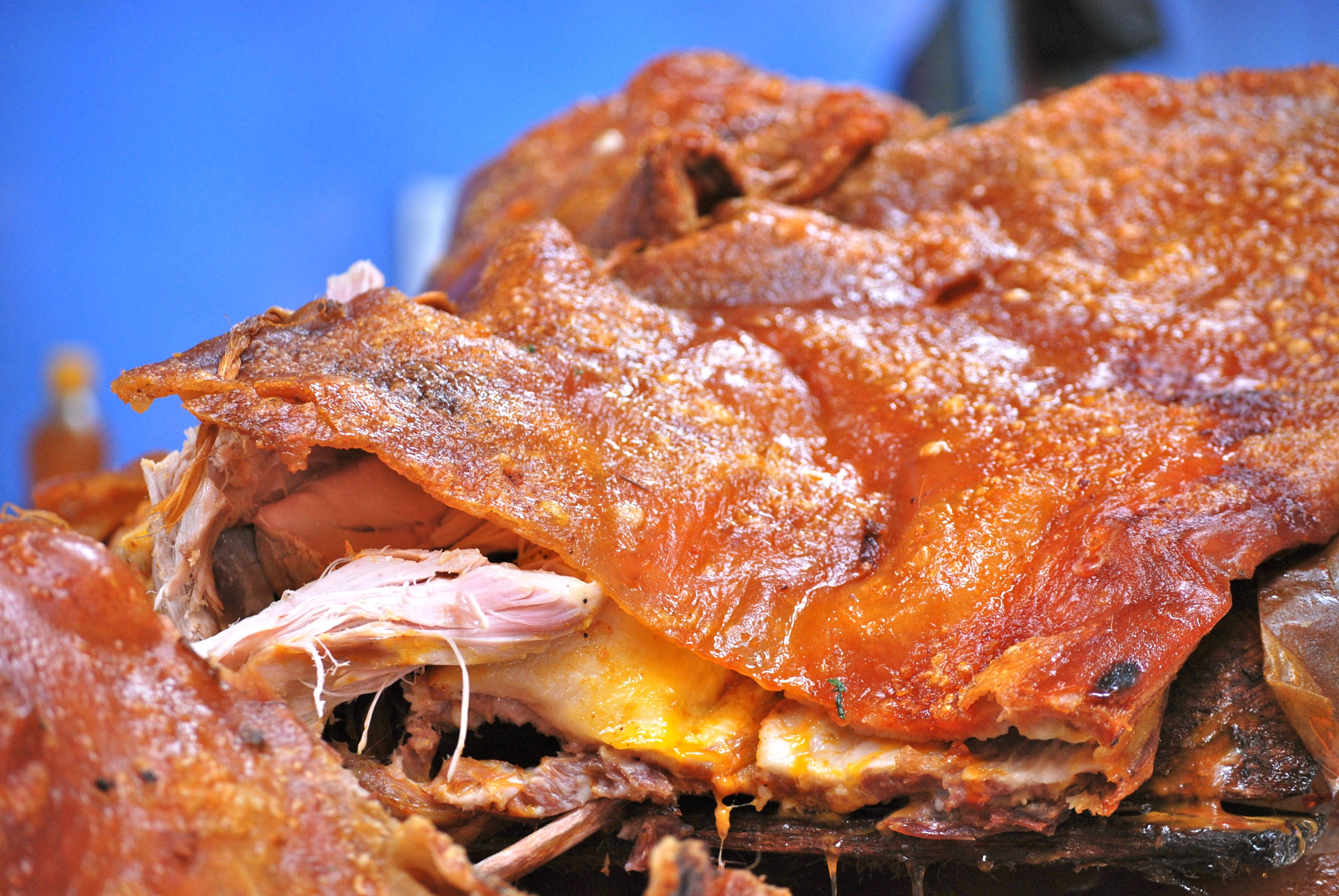
Fotografía tomada en el mercado «La Merced» de la ciudad de Riobamba.

## Tipos de hornado

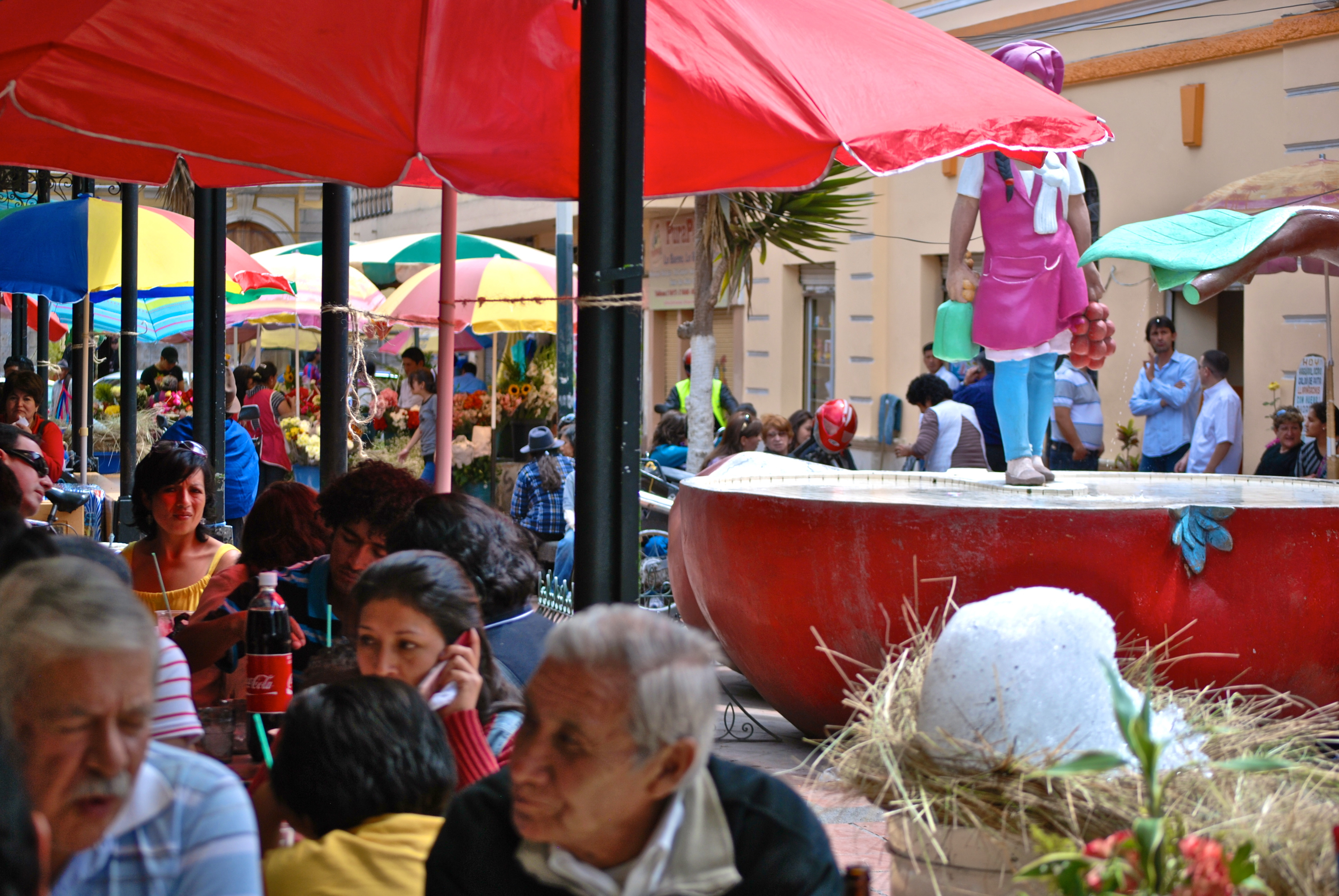
Hielo del Chimborazo para preparar jugos en el Mercado de la Merced (Riobamba).

Existen cuatro raíces principales de este plato en la serranía: Carchi, Pichincha, Chimborazo y Azuay. De ahí, la receta «se regó» para provincias vecinas como Tungurahua, Bolívar, Cañar o Cotopaxi. También llegó a la Costa.
Pero en cada lugar tiene alguna particularidad.
- En Chimborazo se acompaña con mote, lechuga y chiriucho, palabra quichua que significa ají frío. Agua, sal, cebolla, trozos de ají, algo de panela o de chicha componen esta salsa.[4] Por lo general se acompaña con un jugo de frutas con hielo del volcán Chimborazo.
- En Pichincha se sirve con mote, llapingachos, aguacate y lechuga.
- En Carchi se acompaña con mote, maíz tostado, llapingachos y lechuga. A este se lo denomina como hornado pastuso.[5]
- En Los Ríos va con maduro y huevo.
- En Manabí con chifles y yuca.
- En Cañar con habas tiernas.

Cada región eligió una de acuerdo a los carbohidratos y cereales que su tierra produce.
Un acompañante común en casi todos los puntos donde se prepara es el mote. Además está el agrio, que tiene un sabor algo distinto según el sitio y el ‘ingrediente secreto’ de cada cocinero. Para completar la tradición, está la famosa "probana", clásica en una hueca, restaurante popular o mercado. “Venga mi guapo, qué le sirvo mi reina, ya le sirvo doctorcito, qué le atiento mi rey” están entre las ingeniosas frases de la casera para atraer el cliente.